# スペインのユーロ硬貨

ユーロのシンボル

スペインのユーロ硬貨（スペインのユーロこうか）では、スペインにおけるユーロ硬貨について記述する。
ユーロ (EUR, €) は、欧州連合に加盟しているスペインを含む多くの国で使われている通貨である。
ユーロ硬貨の片面はユーロ圏全域共通のデザイン、もう片面は各国の独自のデザインとなっている。各国共通の表面の詳細はユーロ硬貨を参照。2ユーロ硬貨以外の縁（へり）のデザインもまた、全域で共通である。独自デザインとされている裏面も、欧州連合を象徴する12個の星と発行年を西暦で表示することは共通である。
スペインのユーロ硬貨のデザインは大きく3種類あり、1，2，5セント硬貨はGarcilaso Rollán、10，20，50セント硬貨はBegoña Castellanosによってデザインされた。1ユーロ、2ユーロ硬貨はLuis José Díazによるスペイン国王フアン・カルロス1世の肖像画となっていたが、2014年の王位継承に伴い、2015年からはLuis José Díazによるフェリペ6世の肖像画に変更された。
| € 0.01                                 | € 0.02 | € 0.05                                                                                |
|                                        |        |                                                                                       |
| サンティアゴ・デ・コンポステーラ大聖堂 |        |                                                                                       |
| € 0.10                                 | € 0.20 | € 0.50                                                                                |
|                                        |        |                                                                                       |
| 文豪セルバンテス                       |        |                                                                                       |
| € 1.00                                 | € 2.00 | € 2 の縁（へり）                                                                      |
|                                        |        | € 2 硬貨の側面部には、数字の"2"と2つの星印が6回繰り返し刻印されている。星は合計12個。 |
| スペイン国王フェリペ6世                |        |                                                                                       |